# 이소다 요코
이소다 요코(磯田陽子, 1978년 8월 26일 ~ )는 2000년 하계 올림픽에 출전한 일본의 아티스틱스위밍 선수이다.